# Тигуторн

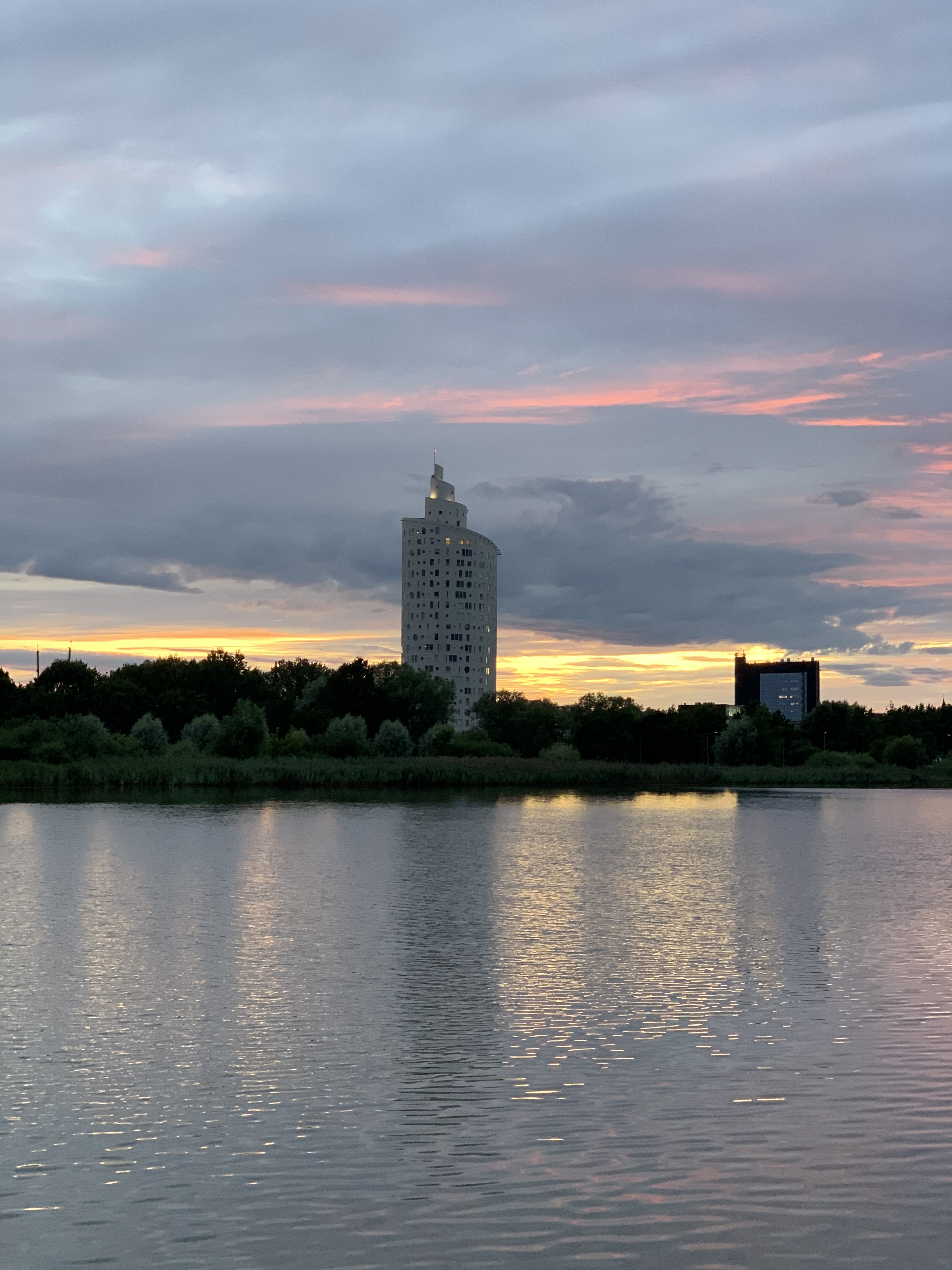

Тигуторн (эст. Tigutorn — «Башня-улитка») — жилой дом в городе Тарту, Эстония высотой в 23 этажа (89,98 м). Расположенное на улице Väike-turu здание является самой высокой постройкой в городе. Строительство началось в марте 2006 г. и было завершено в марте 2008 г.
Архитекторами здания являются Вилен Кюннапу и Айн Падрик (архитектурное бюро - Arhitektuuribüroo Künnapuu & Padrik OÜ). Заказчиком выступило AS Linnaehitus, а проектировщиком AS Tari.